# 田代皖一郎

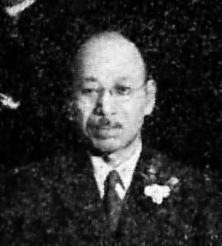
田代皖一郎

田代 皖一郎（たしろ かんいちろう、1881年〈明治14年〉10月1日 - 1937年〈昭和12年〉7月16日）は、日本陸軍の軍人。最終階級は陸軍中将。佐賀県多久市出身。陸士15期、陸大25期。

## 人物
第一次上海事変終結直前にテロに倒れた派遣軍司令官白川義則大将の参謀長として事件を早期に収拾し、その手腕は高く評価された。その後、支那駐屯軍司令官となるが病を得て、司令官の職を香月清司中将に譲り、1937年（昭和12年）7月16日に亡くなった。盧溝橋事件が起ったとき、北京武官だった今井武夫陸軍少将は戦後、当時を回想して、「穏健で部下から信望を集めていた田代軍司令官が、危篤状態でなく、健在だったならば、日中戦争にいたらなかったかもしれない。これも天の配剤か」と嘆いている。宋哲元は田代の死に「自分の留守中に死んだ」と嘆いた。

## 年譜
- 1903年（明治36年）11月30日 陸軍士官学校卒業
- 1913年（大正2年）11月26日 陸軍大学校卒業
- 1921年（大正10年）9月～ ワシントン軍縮会譲代表随員
- 1923年（大正12年）3月7日 参謀本部付（漢口駐在）
- 1924年（大正13年）12月15日 陸軍歩兵大佐・歩兵第30連隊長
- 1926年（大正15年）3月2日 参謀本部支那課長
- 1930年（昭和5年）8月1日 陸軍少将・歩兵第27旅団長
- 1931年（昭和6年）8月1日 支那公使館付武官
- 1932年（昭和7年）2月26日 臨時上海派遣軍参謀長
- 1933年（昭和8年）8月1日 関東憲兵隊司令官
- 1934年（昭和9年）8月1日 陸軍中将・憲兵司令官
- 1935年（昭和10年）9月21日 第11師団長
- 1936年（昭和11年）5月1日 支那駐屯軍司令官
- 1937年（昭和12年）7月11日 参謀本部付
- 1937年（昭和12年）7月16日 天津で病死

## 栄典
位階
- 1904年（明治37年）4月7日 - 正八位[2]
- 1905年（明治38年）8月18日 - 従七位[3]
- 1910年（明治43年）9月30日 - 正七位[4]
- 1915年（大正4年）10月30日 - 従六位[5]
- 1920年（大正9年）11月30日 - 正六位[6]
- 1924年（大正13年）12月27日 - 従五位[7]
- 1930年（昭和5年）2月1日 - 正五位[8]
- 1934年（昭和9年）9月1日 - 従四位[9]
- 1936年（昭和11年）10月1日 - 正四位[10]
- 1937年（昭和12年）7月16日 - 従三位[11]

勲章
- 1934年（昭和9年）2月7日 - 勲二等瑞宝章[12]
- 1937年（昭和12年）7月16日 - 勲一等瑞宝章[11]